# Paolo Emilio Barberi
Paolo Emilio Barberi (Roma, 26 settembre 1775 – Nizza, 3 febbraio 1847) è stato un pittore e architetto italiano.
Conosciuto anche come Paolo Emilio Barberi nacque in una famiglia di notabili locali. Suo padre, il cavaliere Joseph Barberi era un architetto dello Stato Pontificio. Da adolescente ha studiato pittura e architettura presso la famosa Accademia nazionale di San Luca. Ebbe come professore di belle arti il pittore Stefano Tofanelli mentre suo padre gli insegnò l'architettura. Si perfezionò poi nell'arte della pittura prospettica. 
Nel 1798 si arruolò nell'Armata di Roma sotto il comando del generale francese Jean Étienne Championnet che doveva proteggere la giovane Repubblica Romana contro le minacce del Regno di Napoli e della flotta britannica. Dopo la sconfitta delle truppe francesi si trasferì a Nizza nel 1801. Utilizzò le sue capacità di pittore e artista e restaurando chiese e cappelle che subirono danni durante il passaggio di truppe rivoluzionarie. Fu anche un massone molto attivo nel corso della sua vita.
| Controllo di autorità | VIAF (EN) 27337631 · ISNI (EN) 0000 0000 0315 4751 · BNF (FR) cb14967842b (data) |